# Pseudoliarus jaxarta
Pseudoliarus jaxarta är en insektsart som först beskrevs av Mitjaev 1969.  Pseudoliarus jaxarta ingår i släktet Pseudoliarus och familjen kilstritar. Inga underarter finns listade i Catalogue of Life.